# Tipula subtincta
Tipula subtincta är en tvåvingeart som beskrevs av Enrico Adelelmo Brunetti 1912. Tipula subtincta ingår i släktet Tipula och familjen storharkrankar. Inga underarter finns listade i Catalogue of Life.